# ريوسوكي هاماغوتشي
ريوسوكي هاماغوتشي (باليابانية: 濱口竜介) هو مخرج أفلام وكاتب سيناريو ياباني. واحد خريجي جامعة طوكيو للفنون. ولد عام 1978 في محافظة كاناغاوا.

## مسيرته
لاقى مشروع تخرجه "شغف" الذي قدمه عام 2008 لنيل درجة الماجستير من جامعة طوكيو للفنون، استحسانًا كبيرًا في العديد من مهرجانات السينما في اليابان وخارجها. في عام 2015، تقاسمت أربع ممثلات شاركوا في فيلمه "ساعة سعيدة" جائزة أفضل ممثلة في مهرجان لوكارنو السينمائي، وقد حصد الفيلم أيضًا على كثير من الجوائز في المهرجانات السنيمائية الدولية. وفاز بجائزة الدب الفضي الكبرى من لجنة التحكيم في مهرجان برلين السينمائي الدولي عن فيلمه "عجلة الحظ والخيال" لعام 2021. وقد فاز فيلمه "قودي سيارتي" الذي صدر عام 2015، بأربع جوائز في مهرجان كان السينمائي وجائزة الأوسكار لأفضل فيلم بلغة أجنبية. فاز بجائزة لجنة التحكيم الكبرى في مهرجان البندقية السينمائي الدولي عن فيلم "الشر غير موجود" الذي صدر عام 2023. وأصبح ثاني مخرج سينمائي ياباني بعد المخرج أكيرا كوروساوا يفوز بجائزة الأوسكار وجميع الجوائز في المهرجانات السينمائية الدولية الثلاثة الكبرى.

## أعمال

### افلام
- آساكو I و II (2018)
- قودي سيارتي (2021)
- الشر غير موجود (2023)

## وصلات خارجية
- ريوسكي ياماغوتشي على موقع IMDb (الإنجليزية)
- ريوسكي ياماغوتشي على موقع روتن توميتوز (الإنجليزية)
- ريوسكي ياماغوتشي على موقع مونزينجر (الألمانية)
- ريوسكي ياماغوتشي على موقع ألو سيني (الفرنسية)
- ريوسكي ياماغوتشي على موقع أول موفي (الإنجليزية)
- ريوسكي ياماغوتشي على موقع قاعدة بيانات الفيلم (الإنجليزية)